# Yamaha CS6x
 (janvier 2016).
Si vous disposez d'ouvrages ou d'articles de référence ou si vous connaissez des sites web de qualité traitant du thème abordé ici, merci de compléter l'article en donnant les références utiles à sa vérifiabilité et en les liant à la section « Notes et références ».
Le Yamaha CS6x est un synthétiseur conçu et distribué par la société japonaise Yamaha. Il a pour expandeur le Yamaha CS6r.

## Description
Il a été produit à partir de 1999 et commercialisé avec l'étiquette mercantile Techno-Capable avec une orientation musiques électroniques, en rapport avec ses contrôles temps réels et dans un concept d'émulation analogique comme l'ont été les Yamaha CS1x et CS2x, autres synthétiseurs de la marque avec lesquels il a souvent été assimilé, à tort.
Il est équipé d'un clavier 61 touches multi-tymbales sur 16 parties et possède 64 voix de polyphonie ainsi qu'un filtre multimode. Il est basé sur le principe de la synthèse AWM2 (Advanced Wave Memory) basée sur des formes d'onde échantillonnées en ROM, technique chère à Yamaha.
Le Cs6x possède des contrôles en temps réel (knobs) sur sa face avant (enveloppe/filtre/effets/pan/arpégiateur(hold/gate/activ, etc.) : quatorze potentiomètres rotatifs de contrôle du son et cinq assignables. Il possède, par ailleurs, des mémoires de scène et des capacités de morphing et une implémentation MIDI.
Il possède un échantillonneur intégré assez anecdotique, puisque figé à quatre mégaoctets, nommé « Phrase-Clip » (4 Mo de RAM/échantillonnage 16 bits linéaires 44,1 kHz) mais utile pour échantillonner des sons de percussions par exemple ou des phrases produites par lui-même ou provenant d'une source externe.
- Mémoires : 256 presets + 128 programmes utilisateur internes et 128 externes (SmartMedia).
- Performances : 128 presets (1 combi = 4 sons de base donc 4 zones de split/layer) + 64 externes (SmartMedia).
- Effets : 12 reverbs, 23 chorus, 93 insertions (peut gérer cinq effets simultanés et indépendants).
- Stockage externe : carte SmartMedia (3,3 V).
- SmartMedia indispensable pour mise à jour du software.
- Séquenceur : arpégiateur (128 motifs d'arpèges presets) et lecteur de SMF (format 0).
- Huit kits de batterie presets + 2 programmables.
- Égaliseur (présent dans les préférences Global).
- Interface informatique dédiée avec switch PC/Mac apposé sur la face arrière.
- Utilitaire d'édition PC/Mac fourni sur CD ainsi qu'un utilitaire nommé « Card-Filer » toujours au format PC/Mac permettant la gestion des cartes SmartMedia.
- Entrée audio stéréo (A/D).
- Molette de pitchbend + molette de modulation + ruban sensitif.
- Prise pour contrôleur de souffle.
- Ports MIDI classiques : In/Out/Thru.
- Deux sorties stéréo séparées.
- Dimensions : 101,9 × 35,7 × 10,9 cm.
- Poids : 11,6 kg.

Il est équipé comme d'autres instruments électroniques de la marque du Modular Synthesis Plug-in System, deux ports hôtes situés dans une trappe à vis sous l'appareil permettant de lui adjoindre deux cartes additionnelles Yamaha type PLG Cards : PLG150-AN(AN1x/AN200), PLG100-VH, PLG100-XG, PLG150-VL, PLG150-AP, PLG150-DR, PLG150-DX(DX7/DX200), PLG150-PC, PLG150-PF.
Parmi les musiciens célèbres qui ont utilisé le CS6x, figurent Faithless et Depeche Mode.